# Solymosi Elek
Solymosi Elek, névváltozat: Solymossy, született: Sipos (Tövis, 1847. január 25. – Budapest, 1914. január 3.) népszínmű- és operetténekes, színész, rendező, színigazgató.

## Életpályája
Solymosi Elek 1847. január 25-én született Erdélyben, a Fehér megyei Tövisen, Sipos Elek néven. Szülei Sipos János és Szabó Mária. Tanulmányait Nagyenyeden, Kolozsvárt és Gyulafehérvárt végezte. A gimnázium VI. osztályából kilépett és színész lett. 1867 telén lépett először színpadra Szabadkán, Hubay Gusztáv társulatánál, majd a Budai Népszínházhoz szerződött. Molnár György bukása után Makóra ment. 1873-ban Losoncon, majd Rozsnyóban próbálkozott igazgatással, sikertelenül. 1874 végén ő vezette Miklósy Gyula István (ma Klauzál) téri színházát, ahol színészként kezdett. 1875-ben tagja lett a megnyíló pesti Népszínháznak, ahol közel három évtizeden át játszott. 1905. december 16-án lépett fel utoljára. Egyaránt kitűnően alakított komoly és érzelmes, fiatal és idős, komikus és operettszerepeket, de irodalommal, társadalmi és politikai problémákkal is foglalkozott.
1881-ben átvette a Bártfai P. Antal által alapított Gyakorló Színésziskola irányítását. 1886-ban Magyar Dalcsarnok néven mulatót alapított. 1908-ban vonult nyugalomba, majd Debrecenben alapított színiiskolát.
1894. február 21-én Budapesten, a Kálvin téri templomban feleségül vette a laibachi (Ljubljana) születésű Hormuth Helén Krisztinát, esküvői tanúik Lukácsy Sándor rendező és Kauser József építész voltak.
Elméleti tanulmányokat is írt, tankönyvben rögzítette tapasztalatait A színészet tanítása címmel (1896).
67 éves korában, 1914. január 3-án halt meg Budapesten.

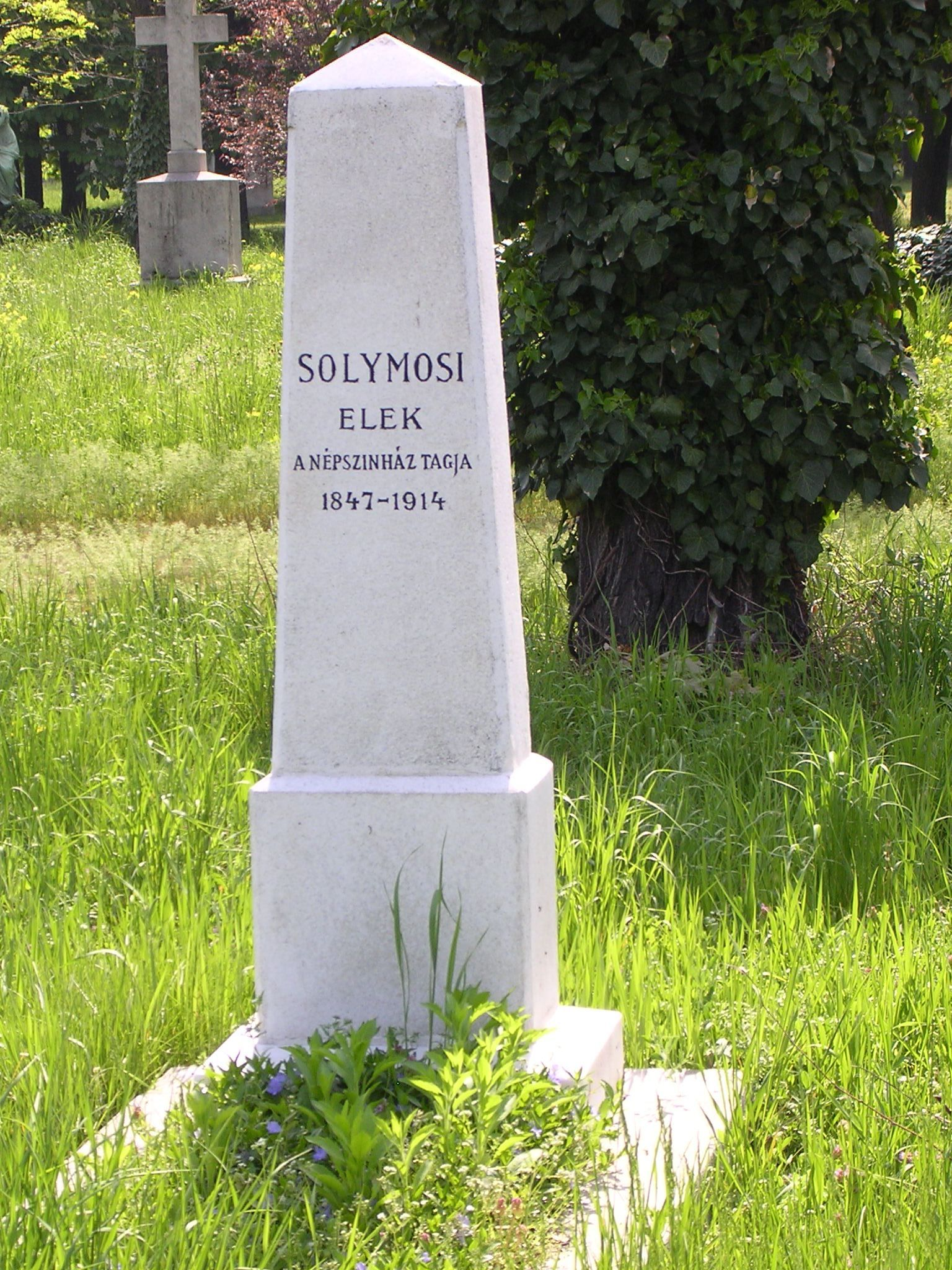
Sírja a Fiumei úti sírkertben (9-2-55)

## Színpadi szerepei
- Robert Planquette: Cornevillei harangok....Henry
- Franz von Suppé: Boccaccio....Pietro
- Ifj. Johann Strauss: A denevér....Bussole
- Hervé: Nebántsvirág....Moriot
- Jacques Offenbach: A trapezunti hercegnő....Cabriolo
- Charles Lecocq: Angot asszony lánya....Larivandière
- Émile Jonas: A háromcsőrű kacsa....Van Ostebal
- Tóth Ede: A tolonc....Lőrinc

## Fontosabb művei
- A vidéki magyar színészet reformja (Budapest, 1875)
- Egy czímnélküli könyv. Elmefuttatás az obscaen férfiak és prostituált nők jelleméről (Budapest, 1878)
- A színészet tanítása. Felolvasása az 1896. ezredéves II. országos egyetemes tanügyi kongresszus Színművészeti szakosztályának júl. 4-i ülésén. (Budapest, 1896)
- Az egyházi szónoklat gesztuselmélete (Budapest, 1912)
- Színésznapló (1912–13)

## Működési adatai

### Színészként
- 1870: Makó, nyár: Miskolc
- 1870–71: Szabadka
- 1871: Munkács, Ungvár, Buda, Máramarossziget, Szabadka, Pécs
- 1872: Nagykanizsa, István tér

### Igazgatóként
- 1873: Losonc, Rozsnyó
- 1874: Pozsony, István téri Színház
- 1874–75: Temesvár, Szeged
- 1887: vidéki körút
- 1888: május: Budai Színkör
- 1889: Polgár Béla társulatánál